# اليمن في العصر الأموي
اليمن في العصر الأموي (40-127 هـ/661-750 م) استمرت الدولة الأموية لما يقارب 90 عاماً وحَكَمت اليمن بعشرين والي جلهم من أقرباء الأمويين ومن كبار قادتهم، وكان أولهم عثمان بن عثمان الثقفي الذي خلفه عتبة بن أبي سفيان أخو الخليفة معاوية. وكان آخر الولاة الأمويين الوليد بن عروة، ولقد تميزت فترة الحكم الأموي على اليمن بالقسوة الشديدة من أغلب الولاة.
لم يشكل اليمن أهمية للدولة الأموية كحال الكثير من الأقطار في الجزيرة العربية إذ أن مراكز الخلافة المهمة كانت في الشام ومصروالعراق. قامت ثورة إباضية في أواخر العهد الأموي بقيادة عبد الله بن يحيى المعروف في الأوساط الإباضية باسم «طالب الحق» وكان مؤيدا من أزد عمان أحد أهم مراكز الإباضية قديما وحتى العصر الحالي.

## التاريخ
لا تسعفنا مصادر التاريخ الإسلامي العامة في رسم صورة واضحة لأوضاع اليمن في الزمن الأموي، إذ يبدو أن انتقال مركز الثقل السياسي إلى الشام وما رافق ذلك من أحداث عامة متنوعة هناك بالإضافة إلى الفتوحات في المغرب والأندلس قد غطى على الأحداث المحتملة التي جرت في اليمن خلال ما يقارب القرن من الزمان، وربما تعلق الأمر ـ بعد خروج معظم أهل اليمن للجهاد ـ بفترة هدوء تنفس فيها أهل اليمن الصُعَدَاء، حتى إذا انصرم قرن من الزمان، تبدأ الأحداث ثانية بالظهور، ولذلك فإن المصادر التاريخية لهذه الفترة لا تجود إلا بذكر أسماء الولاة ومددهم في اليمن في الفترة من 41 ـ 132 هـ وهو زمن خلافة بني أمية في اليمن والتي قطعتها خلافة ابن الزبير في الأعوام 64 ـ 73 هـ، فقد ولي اليمن أكثر من خمسة وعشرين والياً بمدد مختلفة لعل أطولها ولاية يوسف بن عمر الثقفي الذي ولي اليمن ثلاث عشرة سنة ابتداءً من خلافة هشام بن عبد الملك 105هـ وقد استأثر الثقفيون عامة بثقة بني أمية فأكثروا من توليتهم ولايات مختلفة من بينها اليمن، وأحدهم محمد بن يوسف الثقفي أخو الحجاج وهو الذي استنابه عنه في اليمن وأبرز ما تذكره المصادر في زمن محمد بن يوسف هذا هو أنه همّ بحرق المجذومين بصنعاء، إذ جمع حطباً عظيما لأجل ذلك، بيد أن منيته عاجلته قبل تنفيذ الحرق، ولا تعطي المصادر أسباباً لكثرة العزل والتولية خاصة وقد طرأ على إدارة الولايات نمط جديد من التولية يجوز بمقتضاه للوالي أن يرسل من ينيب عنه إلى ولايته فيما يستقر هو بجانب الخليفة أو حيث شاء وهو ما يفيد التكريم بالمناصب والموافقة على جناية منافعها دون تجشم عناء المسئولية، ولنا أن نتصور أن مهمة هؤلاء الولاة كانت الحفاظ على مخاليفهم من جهة الأمن والاستقرار وفض الخصومات والولاء للخلافة وتقديم الزكاة والأعشار وسائر المدفوعات الأخرى، لترسل إلى عاصمة الخلافة بعد الصرف منها على شؤون الولايات، وبهذا الصدد تذكر المصادر أن بحيرا بن ريشان الحميري وهو من القلائل من أهل اليمن الذين تولوها من قبل يزيد بن معاوية قد قبل ولاية اليمن على مال يؤديه للخلافة كل عام ولعله أساء السيرة في أهل اليمن لجمع الأموال لنفسه والخلافة حتى يستحق وصف المصادر له بأنه كان عاتياً متجبراً.

### خلافة ابن الزبير
كما تخللت فترة الحكم الأموي خروج ولاية اليمن على سيطرة الأمويين ودانت لسيطرة عبد الله بن الزبير الذي بويع بالخلافة في مكة (64 - 76 هـ)، وخلال مدة حكم ابن الزبير والتي لا تزيد عن تسع سنوات استطاع ابن الزبير أن يرسل إليها الولاة من قبله، فعين على اليمن تسعة ولاة في تسع سنين، وهم الذين سرعان ما كان يتم استبدالهم أيضاً حتى أن فترة بعضهم لم تتجاوز الشهور، وكان أولهم الضحاك بن فيروز الديلمي ولاه لمرتين وآخرهم أبو النجود، ولاه لمرتين أيضا، وظهر أمر الخوارج في فترة ولايته الثانية. وتدل قصر مدة كل وال على مدى اضطراب أحواله وارتجال إدارته في سنوات صراعه مع الدولة الأموية وخوفه من استقلال أي وال أثناء ولايته على اليمن فيما لو طالت مدة بقائه فيها، ولذلك تميزت اليمن بالاضطراب زمن خلافة ابن الزبير.
وربما كانت أبرز الأحداث في فترة الخلافة الأموية وتداخلها مع خلافة ابن الزبير المغمورة الذكر في المصادر والأبحاث الحديثة هي خروج عباد الرعيني ضد الوالي يوسف بن عمر الثقفي بثورة امتدت إلى عدة مخاليف باليمن، ولكن الأخير قتله هو وأعوانه في عام 107هـ.

### الخوارج
أما في أواخر الدولة الأموية فقد غلب الخوارج على اليمن وهم الذين كانوا في حرب متواصلة ضد الدولة الأموية، وكان زعيمهم عبد الله بن يحيى الكندي الملقب بطالب الحق وهو قاضي حضرموت عام 127هـ حيث ثار بحضرموت وأعلن نفسه خليفة وإماما إباضيا على المسلمين وسيطر على حضرموت، وتوجه إلى صنعاء حيث جرت بينه وبين واليها الأموي القاسم بن عمر حروب كثيرة انتصر فيها على القاسم وتمكن من دخول صنعاء وألقى الخطب الدينية المؤثرة فيها ومكث بها أكثر من عام واستمر زحف الخوارج شمالاً باتجاه مكة فسقطت بأيديهم ووليها أبو حمزة الشاري نائب عبد الله بن يحيى الكندي ثم استولى بعد ذلك على المدينة وبعدها شخصت أبصار خوارج اليمن نحو الشام فساروا باتجاهها إلا أن مروان بن محمد آخر خلفاء بني أمية أعد لهم جيشاً خاصاً قابلهم بوادي القرى وأخذ يلحق بهم الهزائم ويطاردهم حتى وصل إلى حضرموت منطلقهم الأول حيث كان آخر نفس لهم، إلا أن عبد الملك السعدي قائد قوات مروان بن محمد قتل في الجوف في طريقه إلى مكة لرئاسة موسم الحج.
ثم عين مروان بن محمد والياً جديداً على اليمن هو الوليد بن عروة، وكان هذا آخر ولاة بني أمية فقد تسارعت الأحداث على الخلافة الأموية وآخر خلفائها، وبدأت الجيوش العباسية زحفها من خراسان في العام 129هـ لتصل إلى الكوفة في العراق عام 132هـ حيث أعلنت خلافة بني العباس وهزم مروان بن محمد في موقعة الزاب الشهيرة وطورد هو بعدئذٍ ليلقى مصرعه في بوصير بصعيد مصر قرب إحدى الكنائس، ليبدأ عهد الخلافة العباسية على اليمن.